# هاري سيجال
هاري سيجال (بالإنجليزية: Harry Segall)‏ هو كاتب مسرحي وكاتب سيناريو وكاتب أمريكي، ولد في 10 أبريل 1892 في شيكاغو في الولايات المتحدة، وتوفي في 25 نوفمبر 1975 في وودلاند هيلز، كاليفورنيا في الولايات المتحدة.

## وصلات خارجية
- هاري سيجال على موقع IMDb (الإنجليزية)
- هاري سيجال على موقع ألو سيني (الفرنسية)
- هاري سيجال على موقع أول موفي (الإنجليزية)
- هاري سيجال على موقع قاعدة بيانات برودواي على الإنترنت (الإنجليزية)
- هاري سيجال على موقع قاعدة بيانات الأفلام السويدية (السويدية)
- هاري سيجال على موقع قاعدة بيانات الفيلم (الإنجليزية)
- هاري سيجال على موقع كينوبويسك (الروسية)